# Cars (Gironde)
Cars település Franciaországban, Gironde megyében. Lakosainak száma 1219 fő (2022. január 1.). Cars Saint-Paul, Berson, Blaye, Plassac és Saint-Martin-Lacaussade községekkel határos.

## Népesség
A település népességének változása:
| Lakosok száma | 1255 | 1191 | 1186 | 1175 | 1162 | 1165 | 1187 | 1201 | 1213 | 1219 |
|               | 1968 | 1982 | 1990 | 2006 | 2013 | 2015 | 2017 | 2019 | 2020 | 2022 |